# Gvia HaMedina 2018-2019
La Coppa d'Israele 2018-2019 (in ebraico 2018-2019 גביע המדינה, Gvia HaMedina 2018-2019, cioè "Coppa di Stato 2018-2019") è stata l'80ª edizione della coppa nazionale calcistica israeliana, la 65ª dalla nascita dello Stato di Israele.
Come da regolamento, ad eccezione dei quarti di finale, tutte le partite si sono giocate in gara unica. In caso di parità, dopo i novanta minuti regolamentari, si sono disputati i tempi supplementari e, se la parità fosse continuata, i tiri di rigore.
Le semifinali e la finale si sono giocate in campo neutro.
Il torneo è iniziato nel settembre 2018 e si è concluso il 15 maggio 2019. L'Hapoel Haifa era la squadra campione in carica. Il Bnei Yehuda ha vinto il torneo per la quarta volta nella sua storia.

## Settimo turno
Dal primo al sesto turno la manifestazione si è disputata a livello regionale, con la partecipazione di tutte le squadre iscritte all'IFA. A partire dal settimo turno la Coppa d'Israele si gioca a livello nazionale.
| Squadra 1            | Risultato   | Squadra 2           |
| -------------------- | ----------- | ------------------- |
| 29 ottobre 2018      |             |                     |
| Maccabi Bnei Raina   | 0 – 2       | Hapoel Kfar Kana    |
| Hapoel Iksal         | 2 – 0       | Shimshon Tel Aviv   |
| Hapoel Katamon G.    | 2 – 1       | Maccabi Yavne       |
| 30 ottobre 2018      |             |                     |
| Hapoel Hod HaSharon  | 2 – 4       | Daburiyya Osama     |
| Hapoel Migdal HaEmek | 4 – 0       | Hapoel Gedera       |
| Hapoel Kaukab        | 1 – 4       | Maccabi Ahi Nazaret |
| Maccabi Kiryat Gat   | 2 – 5 (dts) | Agudat Sport Nordia |
| H. Rishon LeZion     | 1 – 4       | Hapoel Afula        |
| Nazareth Illit       | 3 – 1       | Ironi Nesher        |
| Hakoah Ramat Gan     | 3 – 0       | Hapoel Herzliya     |
| Sektzia Ness Ziona   | 2 – 0       | Rubi Shapira        |
| Ironi R. HaSharon    | 3 – 1       | Maccabi Tzur Shalom |
| 31 ottobre 2018      |             |                     |
| Hapoel Petah Tiqwa   | 0 – 1       | Kafr Qasim          |
| Hapoel Ramat Gan     | 2 – 1       | Hapoel Ashkelon     |

## Ottavo turno
| Squadra 1           | Risultato       | Squadra 2                |
| ------------------- | --------------- | ------------------------ |
| 20 dicembre 2018    |                 |                          |
| Ashdod              | 2 – 0           | Hapoel Ramat Gan         |
| Hapoel Afula        | 4 – 2           | Hapoel Bnei Lod          |
| Maccabi Netanya     | 5 – 1           | Daburiyya Osama          |
| Agudat Sport Nordia | 1 – 3           | Bnei Yehuda              |
| Ironi K. Shmona     | 1 – 0           | Hapoel Migdal HaEmek     |
| Hapoel Haifa        | 0 – 1           | Hapoel Akko              |
| 21 dicembre 2018    |                 |                          |
| Nazareth Illit      | 3 – 0           | Hapoel Iksal             |
| Hapoel Ra'anana     | 0 – 0 (4-5 dtr) | Hapoel Ramat Gan         |
| Hapoel Hadera       | 1 – 0           | Sektzia Ness Ziona       |
| Maccabi Petah Tiqwa | 1 – 0           | Hapoel Kfar Saba         |
| Ironi R. HaSharon   | 0 – 1           | Kafr Qasim               |
| Bnei Sakhnin        | 1 – 0           | Maccabi Nazaret Illit    |
| 22 dicembre 2018    |                 |                          |
| Maccabi Haifa       | 5 – 0           | Hapoel Marmorek          |
| Hapoel Be'er Sheva  | 1 – 0 (dts)     | Beitar Shimshon Tel Aviv |
| Beitar Gerusalemme  | 1 – 2           | Maccabi Tel Aviv         |
| 23 dicembre 2018    |                 |                          |
| Hapoel Katamon G.   | 1 – 2           | Hapoel Tel Aviv          |

## Ottavi di finale
| Squadra 1           | Risultato       | Squadra 2          |
| ------------------- | --------------- | ------------------ |
| 15 gennaio 2019     |                 |                    |
| Hapoel Afula        | 3 – 1           | Ashdod             |
| Maccabi Petah Tiqwa | 4 – 1           | Hapoel Ramat Gan   |
| Maccabi Netanya     | 0 – 0 (4-2 dtr) | Hapoel Be'er Sheva |
| 16 gennaio 2019     |                 |                    |
| Bnei Yehuda         | 2 – 0           | Nazareth Illit     |
| 17 gennaio 2019     |                 |                    |
| Kafr Qasim          | 1 – 0           | Ironi K. Shmona    |
| Maccabi Tel Aviv    | 4 – 0           | Hapoel Akko        |
| Hapoel Tel Aviv     | 1 – 2           | Hapoel Hadera      |
| 22 gennaio 2019     |                 |                    |
| Bnei Sakhnin        | 1 – 0           | Maccabi Haifa      |

## Quarti di finale
| Squadra 1                          | Totale | Squadra 2           | Andata | Ritorno |
| ---------------------------------- | ------ | ------------------- | ------ | ------- |
| 5 febbraio 2019 / 26 febbraio 2019 |        |                     |        |         |
| Hapoel Afula                       | 1 – 3  | Bnei Yehuda         | 0 - 2  | 1 - 1   |
| 5 febbraio 2019 / 27 febbraio 2019 |        |                     |        |         |
| Maccabi Netanya                    | 2 – 1  | Maccabi Petah Tiqwa | 1 - 0  | 1 - 1   |
| 6 febbraio 2019 / 26 febbraio 2019 |        |                     |        |         |
| Bnei Sakhnin                       | 1 – 4  | Maccabi Tel Aviv    | 1 - 4  | 0 - 0   |
| 6 febbraio 2019 / 27 febbraio 2019 |        |                     |        |         |
| Kafr Qasim                         | 2 – 4  | Hapoel Hadera       | 2 - 3  | 0 - 1   |

## Semifinali
| Squadra 1       | Risultato | Squadra 2        |
| --------------- | --------- | ---------------- |
| 2 aprile 2019   |           |                  |
| Maccabi Netanya | 1 – 0     | Hapoel Hadera    |
| 3 aprile 2019   |           |                  |
| Bnei Yehuda     | 1 – 0     | Maccabi Tel Aviv |

## Finale
| Haifa 15 maggio 2019, ore 20:45 UTC+3 | Bnei Yehuda          | 1 – 1 (d.t.s.) referto                     | Maccabi Netanya | Stadio Sammy Ofer |
| \| \| \| \| \| Jan 82’ \| Marcatori \| 4’ Melamed \| \| Jan Haziza Sages Zenati Ashkenazi \| Tiri di rigore 5 – 4 \| Finish Barshazki Heubach Olsak Kanichowsky \| |                      |                                            |                 |                   |
| |                      |                                            |                 |                   |
| Jan 82’ | Marcatori            | 4’ Melamed                                 |                 |                   |
| Jan Haziza Sages Zenati Ashkenazi | Tiri di rigore 5 – 4 | Finish Barshazki Heubach Olsak Kanichowsky |                 |                   |